# Ponto de Nagel

O ponto de Nagel (azul, N) de um triângulo (preto). O triângulo vermelho é o triângulo extratangente, e os círculos laranja são os círculos exinscritos

Em geometria, o ponto de Nagel é um centro de triângulo, um dos pontos associados a um dado triângulo cuja definição não depende da localização ou escala do triângulo. É denominado em memória de Christian Heinrich von Nagel.

## Construção
Dado um triângulo ABC, sejam TA, TB e TC os pontos extratangentes nos quais o A-excírculo encontra a linha BC, o B-excírculo encontra a linha CA, e o C-excírculo encontra a linha AB, respectivamente. As linhas ATA, BTB, CTC concorrem no ponto de Nagel N do triângulo ABC.

## História
O ponto de Nagel é denominado em memória de Christian Heinrich von Nagel, um matemático alemão do século XIX, que escreveu sobre este problema em torno de 1836. Contribuições anteriores sobre o estudo deste ponto foram também feitas por August Leopold Crelle e Carl Gustav Jakob Jacobi.